# Bundesgartenschau 1969

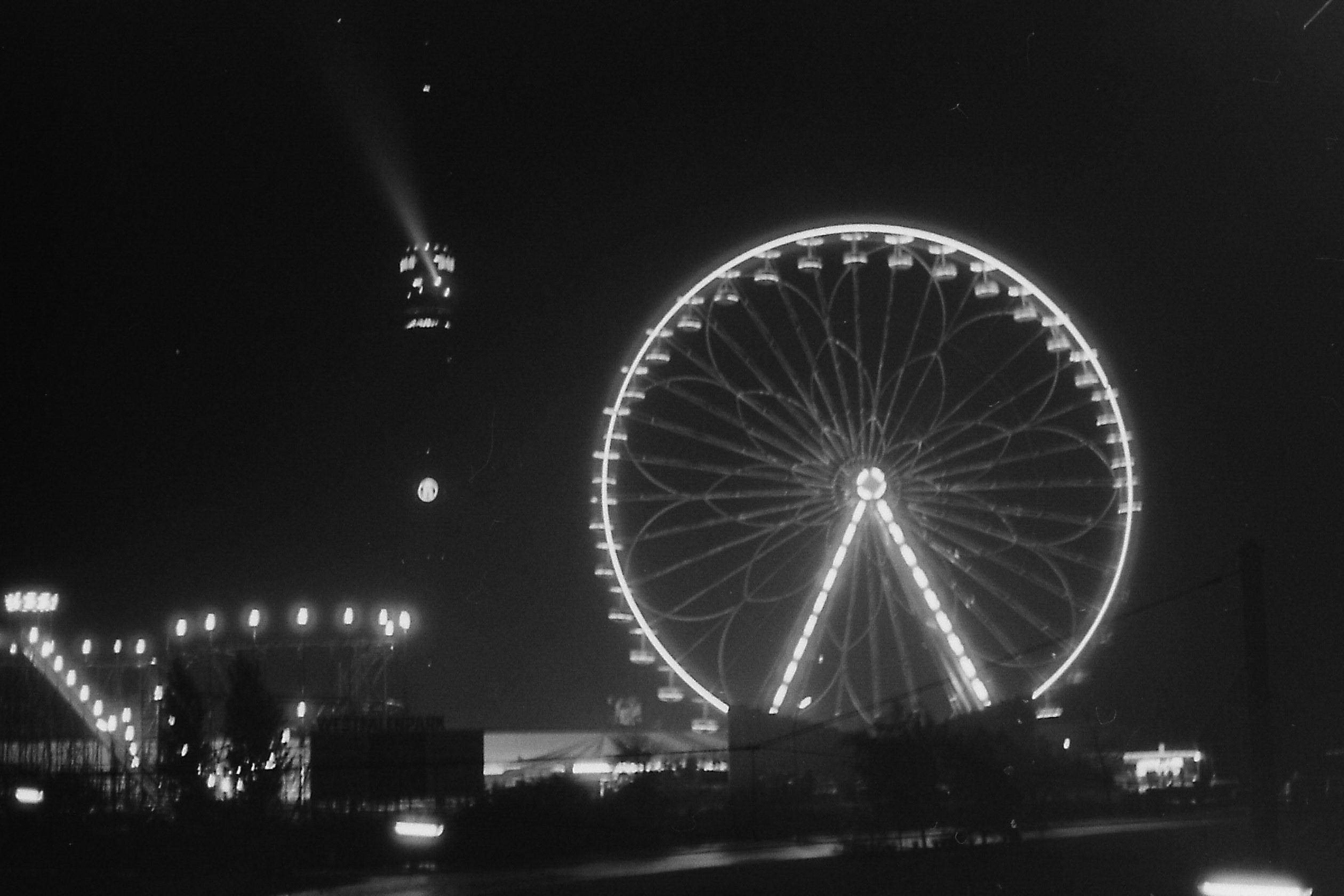
Riesenrad auf der Euroflor / Bundesgartenschau

Die Bundesgartenschau 1969 fand vom 25. April bis zum 12. Oktober 1969 in Dortmund statt und trug die zusätzliche Bezeichnung Euroflor.

## Vorgeschichte
Zunächst hatte sich die Stadt Frankfurt am Main erfolgreich um die Bundesgartenschau 1969 beworben. Aufgrund der Finanznot der Stadt sagte Frankfurt aber im September 1965 ab. Daraufhin sprang Dortmund ein, das von der Bundesgartenschau 1959 mit dem Westfalenpark eine geeignete Fläche hatte, die relativ schnell für eine weitere Bundesgartenschau genutzt werden konnte. Der Westfalenpark wurde für diese zweite hier veranstaltete Bundesgartenschau noch um 10 ha erweitert.

## Gartenschau

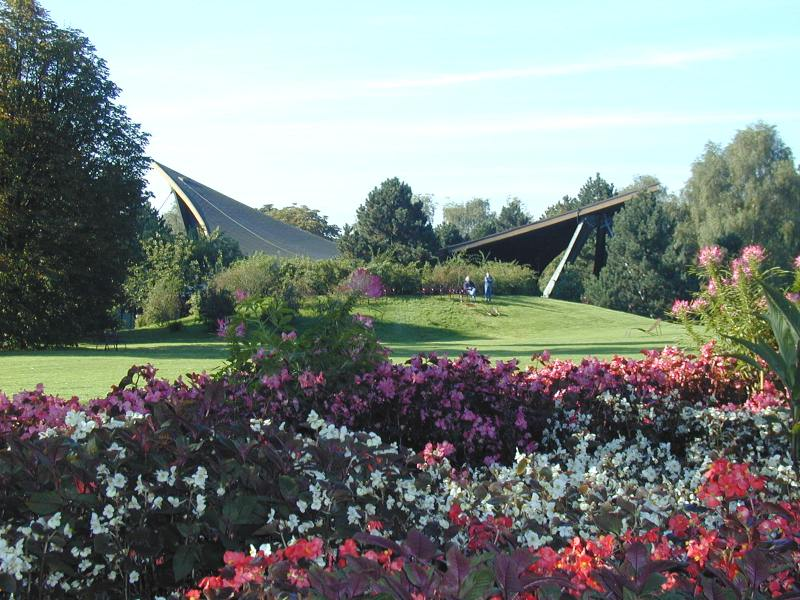
Sonnensegel von Günter Behnisch

Das Gelände der Gartenschau umfasste 70 ha. Hausgartengestaltung, Balkonbegrünung und Kübelpflanzen standen in ihrem Mittelpunkt. Auf dem Erweiterungsgelände wurde ein See angelegt, das „Wasserherz“, dessen Pegelstand ständig wechselt. Eine architektonische Attraktion war das in der Mitte des Parks gelegene Sonnensegel. Konzipiert wurde es von Günter Behnisch und es ist der Prototyp einer freitragenden Dachkonstruktion. Nach seinem Vorbild entstand das Dach über dem Olympiastadion in München, fertiggestellt 1972.

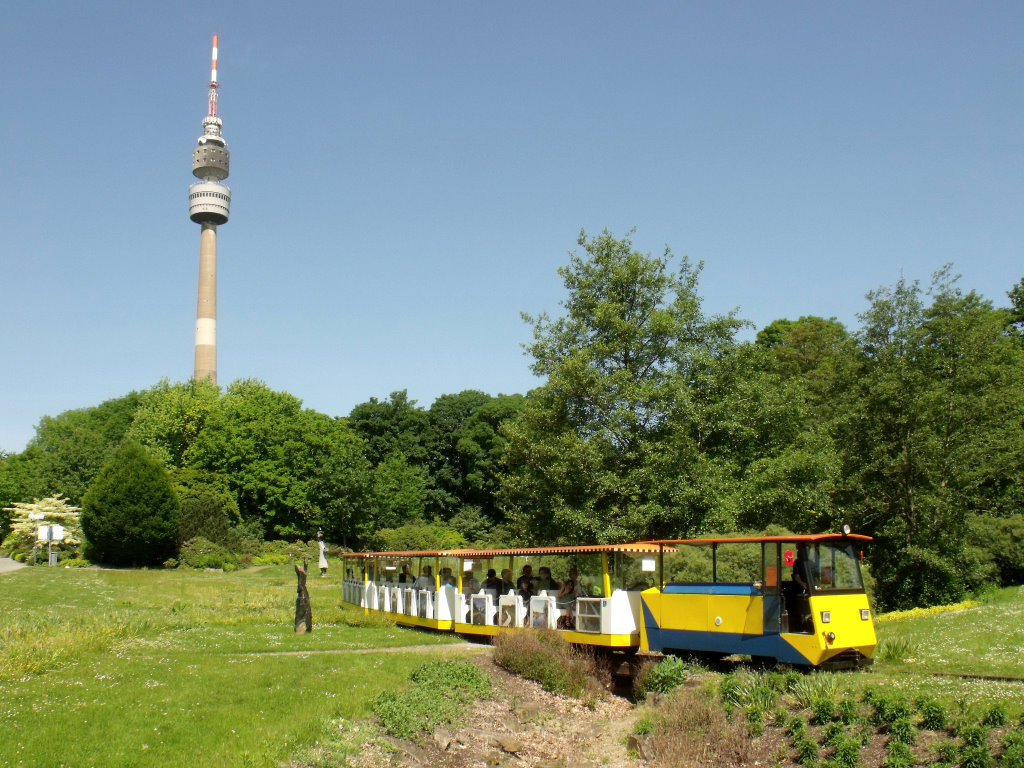
Westfalenparkbahn

Die Parkeisenbahn (heute: Westfalenparkbahn) und die Sesselbahn der Bundesgartenschau 1959 wurden übernommen. Ein Riesenrad kam als Attraktion hinzu.

## Ergebnis
5 Mio. Besucher fanden sich in den 171 Tagen ein, die die Ausstellung dauerte. Retrospektiv gesehen ging die Ausstellung mit ihren zentralen Themen Hausgartengestaltung, Balkonbegrünung und Kübelpflanzen am Zeitgeist vorbei, der durch 68er-Bewegung und die erste Mondlandung, die am 21. Juli 1969 stattfand, während die Bundesgartenschau 1969 lief, geprägt war.
Ein bleibendes Element der Euroflor waren die intensiven Rosenpflanzungen, aus denen das auch nach Ausstellungsende weiter bestehende Deutsche Rosarium entstand.

## Wissenswert
Auf dem Gelände der Bundesgartenschau von 1969 folgte dann noch eine weitere, die Bundesgartenschau 1991.